# Eustomias digitatus
Eustomias digitatus és una espècie de peix de la família dels estòmids i de l'ordre dels estomiformes.

## Hàbitat
És un peix marí i d'aigües profundes que viu fins als 450 m de fondària.

## Distribució geogràfica
Es troba davant les costes de les Illes de Sotavent (Petites Antilles).